# Слепов, Михаил Константинович
Михаил Константинович Слепов (14 сентября 1918, Коурцево, Московская область — не ранее 1985, Ярославль, Московская область) — лётчик Великой Отечественной войны; старший мастер Ярославского радиозавода, Герой Социалистического Труда (1971).

## Биография
Михаил Константинович Слепов родился 14 сентября 1918 года в деревне Коурцево, позднее входившей в Редюкинский сельсовет (ныне — в Некрасовском районе Ярославской области). Член КПСС.
С 1934 года — токарь на Ярославском тормозном заводе.
С ноября 1938 года — в Красной армии. Окончил Сталинградское военное авиационное училище, служил инструктором во 2-м Чкаловском военном авиационном училище штурманов. Участвовал в боях Великой Отечественной войны в должности пилота 987-го смешанного авиационного полка, затем — командира звена 435-й отдельной армейской авиационной эскадрильи связи 55-й армии, 67-й армии Ленинградского фронта. Демобилизован 9 декабря 1945 года в звании старшего лейтенанта.
Работал на Ярославском тормозном заводе, с 1952 года — на Ярославском радиозаводе Министерства радиопромышленности СССР (бригадир, старший мастер).
Указом Президиума Верховного Совета СССР от 26 апреля 1971 года удостоен звания Героя Социалистического Труда с вручением ордена Ленина и золотой медали «Серп и Молот».
В 1978 году вышел на пенсию. Умер в Ярославле после 1985 года.

## Награды
- Орден Красной Звезды (24.01.1943)[7]
- Орден Красного Знамени (6.10.1943)[5]
- Орден Отечественной войны II степени (16.6.1945[8], 6.4.1985[9])
- медали, в том числе:
  - «За оборону Ленинграда»[6].